# Kodihalli, Chiknayakanhalli
Kodihalli là một làng thuộc tehsil Chiknayakanhalli, huyện Tumkur, bang Karnataka, Ấn Độ.